# Виктория-Пик (Гонконг)
Виктория-Пик (англ. Victoria Peak, кит. 太平山), Чэциша́нь — высочайшая точка острова Гонконг.
Гора находится в западной части острова, название получила в честь королевы Виктории. Также известно название Маунт-Остин. Жители острова обычно называют гору просто «Пик».
Пик Виктория представляет собой возвышенность с несколькими вершинами (наибольшая высота — 554 м над уровнем моря). На горе находятся здания, парки, кафе, смотровые площадки, популярные среди туристов, так как с них открывается живописный вид на Гонконг.
Попасть на вершину можно разными способами — пешком, по автодороге, среди туристов популярностью пользуется фуникулёр.